# 新庄直隆
新庄 直隆（しんじょう なおたか）は、常陸麻生藩の第9代藩主。

## 生涯
享保元年（1716年）、第8代藩主・新庄直祐の長男として生まれる。享保20年（1735年）11月20日、父の隠居により家督を継ぐ。12月10日に従五位下・越中守に叙位・任官する。
しかし百姓に重税を強いたため、百姓の間で反対運動が起こり、隠居した父・直祐のもとに減税を求めて嘆願する運動を起こされ、寛延元年（1748年）には百姓一揆が起こり、年貢減免要求を受け入れている。宝暦5年（1755年）に隠居し、家督を弟で養子の直侯に譲った。寛政4年（1792年）10月22日に死去した。享年77。

## 系譜
父母
- 新庄直祐（父）

子女
- 新庄直規（長男）
- 関盛富（次男）
- 佐久間信幸
- 井上政喜（四男）
- 平井豊昌（五男）
- 新庄直温（六男）
- 長尾景郷（八男）
- 末高信実（九男）
- 富松広光（十男）
- 新庄直清室
- 最上郷信室
- 新庄直清室

養子
- 新庄直侯 ー 実弟